# Mio (Michigan)
Mio település az Amerikai Egyesült Államok Michigan államában, Oscoda megyében, melynek megyeszékhelye is. Lakosainak száma 1690 fő (2020. április 1.).

## Népesség
A település népességének változása:

| 2010 | 1 826 |
| 2020 | 1 690 |